# Oregon Route 154
Az Oregon Route 154 (OR-154) egy oregoni állami országút, amely kelet–nyugati irányban a 233-as út daytoni elágazásától a 153-as út hopewelli csomópontjáig halad.
A szakasz Lafayette Highway No. 154 néven is ismert.

## Leírás
A szakasz Hopewelltől három kilométerre északnyugatra, a 153-as út elágazásától észak felé indul. Az útvonal elején Dayton külvárosa található, ahol számos pincészet működik. A második kilométernél az úttól keletre fekszik a Stringer-víztározó, innen a pálya enyhén északkeletnek, majd újra északnak fordul. A szakasz a 18-as úttól 800 méterre délkeletre, a 233-as út daytoni kereszteződésében ér véget.